# Zmiany w podziale administracyjnym Rzeczypospolitej uchwalone przez Sejm Czteroletni
Zmiany w podziale administracyjnym Rzeczypospolitej uchwalone przez Sejm Czteroletni – zmiany w strukturze województw, powiatów i ziem, oraz miejsc sejmikowania i liczby posłów na sejmy uchwalone w 1791 roku przez Sejm Czteroletni.
W dniu 24 marca 1791 roku sejm uchwalił ustawę Rozkład województw, ziem i powiatów z oznaczeniem miast, a w nich miejsc konstytucyjnych dla sejmików w prowincjach koronnych i w W.X. Litewskim. Prawo w roku 1791 uchwalone. 
Sejm uchwalił, że z każdej prowincji (małopolskiej, litewskiej i wielkopolskiej) ma być wybieranych po 68 posłów. Ponadto postanowiono, że obrady sejmików mają odbywać się (w większości powiatów i ziem) w kościołach. Szlachcice mają głos jedynie na sejmikach ziem lub powiatów, w których posiadają jakąkolwiek nieruchomość. Posiadający nieruchomość dziedziczną w danym powiecie mają prawo głosu na dowolnym sejmiku województwa, do którego należy dana ziemia lub powiat (zrobiono wyjątek dla województwa bełskiego, ze względu na jego „szczupłość”).
Prowincja małopolska (34 miejsca sejmikowania, 68 posłów)

I. Województwo krakowskie (8 posłów):
- powiat krakowski i księstwo siewierskie – kościół farny św. Anny w Krakowie, 2 posłów
- powiat proszowski – kościół farny w Proszowicach, 2 posłów
- powiat księski – kościół farny w Żarnowcu, 2 posłów
- powiat lelowski – kościół farny w Starej Częstochowie, 2 posłów.

Województwo to miało dwie komisje porządkowe cywilno-wojskowe, jedną dla powiatu krakowskiego, proszowskiego i księstwa siewierskiego, drugą – dla powiatu księskiego i lelowskiego. Sejmiki deputackie miały odbywać się w powyższych siedzibach rotacyjnie, poczynając od Krakowa.

II. Województwo sandomierskie (8 posłów)
- powiat sandomierski – kościół farny kolegiacki w Opatowie, 2 posłów
- powiat radomski i ziemia stężycka – kościół farny w rynku w Radomiu, 2 posłów
- powiat wiślicki i powiat pilzneński – kościół farny w Stopnicy, 2 posłów
- powiat opoczyński i powiat chęciński – kościół farny w Opocznie, 2 posłów.

Województwo to miało trzy komisje porządkowe cywilno-wojskowe, jedną dla powiatu sandomierskiego, wiślickiego i pilzneńskiego, drugą – dla powiatu radomskiego i ziemi stężyckiej, a trzecią – dla powiatu opoczyńskiego i chęcińskiego. Sejmiki deputackie miały odbywać się w Opatowie.

III.  Województwo kijowskie (8 posłów)
- nowo wytyczony powiat kijowski – określono 17 parafii należących do powiatu, sejmik w kościele farnym w Pawołoczy, 2 posłów
- nowo wytyczonypowiat żytomierski – określono 9 parafii należących do powiatu, kościół farny w Żytomierzu, 2 posłów
- nowo wytyczony powiat owrucki – określono 10 parafii należących do powiatu, „kościół jezuicki pobazyliański” w Owruczu, 2 posłów
- nowy powiat naddnieprski – określono 13 parafii należących do powiatu, „kościół farny łaciński” w Bohusławiu, 2 posłów.

Województwo to miało dwie komisje porządkowe cywilno-wojskowe, jedną dla powiatu żytomierskiego, kijowskiego i naddnieprskiego, drugą – dla powiatu owruckiego. Sejmiki deputackie miały odbywać się w powyższych siedzibach rotacyjnie, poczynając od Pawołoczy.

IV.  Ziemia chełmska z powiatem krasnostawskim – kościół oo. pijarów w Chełmie, 2 posłów, tu też tutejsze sejmiki deputackie.

V. Województwo wołyńskie. W związku ze sformalizowaniem utraty województwa czernihowskiego, do województwa wołyńskiego przydzielono pozostałości po utraconym województwie  i podzielono je na 6 nowych powiatów (12 posłów)
- nowo wytyczony powiat łucki –  określono 16 parafii (w tym część parafii kisielnickiej) należących do powiatu, kościół katedralny w Łucku, 2 posłów reprezentujących woj. wołyńskie
- nowo wytyczony powiat krzemieniecki – określono 14 parafii należących do powiatu, kościół o.o. franciszkanów(inne języki) w Krzemieńcu, 2 posłów reprezentujących woj. wołyńskie
- nowy powiat włodzimirsko-czerniechowski – określono 15 parafii należących do powiatu (w tym pozostała część parafii kisielnickiej i część parafii Kołki), „kościół katedralny ruski” w Włodzimierzu, 2 posłów reprezentujących woj. czernihowskie
- nowy powiat horyński – określono 10 parafii należących do powiatu, kościół farny w Równem, 2 posłów reprezentujących woj. wołyńskie
- nowo wytyczony powiat włodzimirsko-nowogrodzki – określono 12 parafii należących do powiatu (w tym część parafii Kołki i Maciejówka(inne języki)), kościół farny w Rafałówce, 2 posłów reprezentujących woj. czernihowskie
- nowy powiat nadsłucki – określono 12 parafii należących do powiatu, kościół farny w Krasiłowie, 2 posłów reprezentujących woj. wołyńskie.

Województwo to miało trzy komisje porządkowe cywilno-wojskowe, jedną dla powiatu łuckiego i horyńskiego, drugą – dla powiatu krzemienieckiego i nadłuckiego, a trzecią – dla powiatów włodzimirskich. Sejmiki deputackie miały odbywać się rotacyjnie w Łucku (powiaty łucki i horyński), Krzemieńcu (powiaty krzemieniecki i nadłucki) i Włodzimierzu (powiaty włodzimirskie).

VI. Województwo podolskie (8 posłów)
- nowa ziemia kamieniecka – określono 12 parafii należących do ziemi, kościół farny w Dunajowcach, 2 posłów
- nowo wytyczony powiat czerwonogrodzki (do którego przeniesiono część dotychczasowej ziemi kamienieckiej)  – określono 10 parafii należących do powiatu (w tym część parafii szarawieckiej), kościół farny w Grodku, 2 posłów
- nowo wytyczony powiat latyczowski – określono 14 parafii należących do powiatu (w tym pozostała część parafii szarawieckiej), kościół dominikański w Latyczowie, 2 posłów
- nowy powiat rowski (do którego przeniesiono część dotychczasowego powiatu latyczowskiego) – nazwa pochodzi od rzeki Row. określono 14 parafii należących do powiatu (w tym część parafii mohylowskiej), kościół bazylianów w mieście Bar, 2 posłów.

Województwo to miało dwie komisje porządkowe cywilno-wojskowe, jedną dla ziemi kamienieckiej i powiatu czerwonogrodzkiego w Kamieńcu, drugą – dla powiatu latyczowskiego i rowskiego w Latyczowie. Sejmiki deputackie miały odbywać się w Dunajowcach (ziemia kamieniecka i powiat czerwonogrodzki) i w Latyczowie (powiaty latyczowski i rowski).

VII. Województwo lubelskie (6 posłów)
- ziemia lubelska – kościół o.o. dominikanów w Lublinie, 2 posłów
- ziemia łukowska – kościół o.o. bernardynów w Łukowie, 2 posłów
- powiat urzędowski – kościół farny w Urzędowie, 2 posłów

Województwo to miało dwie komisje porządkowe cywilno-wojskowe, jedną dla ziemi lubelskiej i powiatu urzędowskiego, drugą – dla ziemi łukowskiej. Sejmiki deputackie miały odbywać się w powyższych siedzibach rotacyjnie.

VIII. Województwo bełskie (2 posłów) – kościół farny w Dubience.

IX. Województwo podlaskie (6 posłów)
- ziemia drohicka – kościół farny w Drohiczynie, 2 posłów
- ziemia mielnicka – kościół farny zamkowy w Mielniku, 2 posłów
- ziemia bielska – kościół farny w Brańsku, 2 posłów.

Sejmiki deputackie miały odbywać się rotacyjnie w Drohiczynie, Mielniku i Brańsku.

X. Województwo bracławskie (8 posłów)
- nowo wytyczony powiat bracławski – określono 10 parafii należących do powiatu (w tym część parafii niemorowskiej), kościół farny w Bracławiu, 2 posłów
- nowo wytyczony powiat winnicki – określono 16 parafii należących do powiatu (w tym pozostała część parafii niemorowskiej i część parafii Pohrebyszcze), kościół dominikański w Winnicy, 2 posłów
- nowo wytyczony powiat zwinogrodzki – określono 7 parafii należących do powiatu, cerkiew parafialna w Zwinogrodce, 2 posłów
- nowy powiat nadbohski (nazwa od rzeki Boh) – określono 5 parafii należących do powiatu, kościół farny w Granowie, 2 posłów.

Sejmiki deputackie miały odbywać się rotacyjnie w Bracławiu, Winnicy i Zwinogrodzie, poczynając od Bracławia. Województwo to miało trzy komisje porządkowe cywilno-wojskowe (w Bracławiu, Winnicy i Zwinogrodce).

Prowincja Wielkiego Księstwa Litewskiego (34 miejsca sejmikowania, 68 posłów)

I. Województwo wileńskie (14 posłów)
- powiat wileński (w dotychczasowych granicach), zamek w Wilnie, 2 posłów
- dotychczasowy powiat oszmiański podzielono na dwa powiaty oddzielone od siebie rzeką Wilią:
  - nowo wytyczony powiat oszmiański – określono 30 parafii należących do powiatu, zamek w Oszmianie, 2 posłów
  - nowy powiat zawilejski – określono 30 parafii należących do powiatu, kościół parafialny w Postawach, 2 posłów
- dotychczasowy powiat lidzki podzielono na dwa powiaty:
  - nowo wytyczony powiat lidzki – określono 11 parafii należących do powiatu, kościół karmelitów w Lidzie, 2 posłów
  - nowy powiat ejszyski – określono 5 parafii należących do powiatu, kościół parafialny w Ejszyszkach, 2 posłów
- powiat wiłkomirski – w dotychczasowych granicach, „zamkowy budynek eperieszyński”, 2 posłów
- powiat brasławski – w dotychczasowych granicach, „po dawnemu szopa na zamku”, 2 posłów[11].

II. Województwo trockie (12 posłów)
- dotychczasowy powiat trocki podzielono na 2 powiaty:
  - nowo wytyczony powiat trocki – określono 20 parafii należących do powiatu (w tym część parafii stokliskiej i punieńskiej), zamek w Trokach, 2 posłów
  - nowy powiat merecki – określono 19 parafii należących do powiatu, kościół parafialny w Mereczu, 2 posłów
- powiat grodzieński – w dotychczasowych granicach, kościół pojezuicki w Grodnie, 2 posłów
- dotychczasowy powiat kowieński podzielono na 2 powiaty:
  - nowo wytyczony powiat kowieński – określono 20 parafii należących do powiatu, kościół parafialny w Kownie, 2 posłów
  - nowy powiat preński – określono 20 parafii należących do powiatu (w tym pozostała część parafii stokliskiej i punieńskiej), kościół parafialny w Prenach, 2 posłów
- powiat upicki – w dotychczasowych granicach, kościół oo. pijarów, 2 posłów[12].

III. Księstwo Żmudzkie (6 posłów)
- nowy powiat rosieński – określono obszar nowego powiatu, kościół o.o. pijarów w Rosieniach, 2 posłów
- nowy powiat szawelski – określono obszar nowego powiatu, kościół parafialny w Szawlach, 2 posłów
- nowy powiat telszewski – określono obszar nowego powiatu, kościół o.o. bernardynów w Telszach, 2 posłów[13].

IV. Województwo smoleńskie i powiat starodubowski (4 posłów)
- województwo smoleńskie – kościół parafialny(inne języki) w Olicie, 2 posłów
- powiat starodubowski – kościół parafialny w Żyżmorach, 2 posłów[14].

V. Województwo połockie – kościół dominikański w Czaśnikach, 2 posłów.

VI. Województwo nowogrodzkie (8 posłów)
- nowo wytyczony powiat nowogrodzki – określono 21 parafii należących do powiatu, zamek w Nowogródku, 2 posłów
- nowy powiat słuczoreski – określono 7 parafii należących do powiatu, kościół parafialny w Słucku, 2 posłów
- powiat słonimski – w dotychczasowych granicach, kościół o.o. bernardynów w Słonimiu, 2 posłów
- powiat wołkowyski – w dotychczasowych granicach, kościół pojezuicki w Wołkowysku, 2 posłów[16].

VII. Województwo witebskie i jego powiat orszański (4 posłów)
- województwo witebskie (znacznie okrojone w wyniku I rozbioru Polski) – kościół parafialny w Czerei, 2 posłów
- powiat orszański – izba sądowa w Chołopieniczach, 2 posłów[17].

VIII. Województwo brzeskie litewskie (8 posłów)
- dotychczasowy powiat brzeski litewski podzielono na dwa nowe powiaty:
  - nowo wytyczony powiat brzeski – określono 29 parafii należących do powiatu (w tym część parafii zbirowskiej po prawej stronie Muchawca), kościół pojezuicki w Brześciu, 2 posłów
  - nowy powiat kobryński – określono 8 parafii należących do powiatu (w tym pozostała część parafii zbirowskiej i część parafii braszewickiej), kościół parafialny w Kobryniu, 2 posłów
- dotychczasowy powiat piński podzielono na dwa nowe powiaty rozdzielone rzekami Strumień, Styr i Prypeć:
  - nowo wytyczony powiat piński – (po lewej stronie powyższych rzek), kościół o.o. franciszkanów w Pińsku, 2 posłów
  - nowy powiat pińsko-zarzeczny – „kościół parafialny łaciński” w Płotnicy, 2 posłów[18].

IX. Województwo mińskie (6 posłów)
- województwo w dotychczasowej postaci, kościół pojezuicki w Mińsku, 2 posłów
- powiat mozyrski – w dotychczasowych granicach, „sala zamkowa” w Mozyrzu, 2 posłów
- powiat rzeczycki – w dotychczasowych granicach, kościół pojezuicki w Bobrujsku, 2 posłów[19].

X. Księstwo inflanckie (4 posłów)
- rodziny inflanckie i szlachta kurlandzka (po utraceniu Inflant polskich w wyniku I rozbioru) – sejmikować ma w „domu na to udzielnym” w Iłukszcie, 2 posłów
- powiat piltyński – kościół parafialny w Hasenpoth, 2 posłów[20].

Prowincja wielkopolska:

I. Województwo poznańskie (8 posłów)
- nowo wytyczony powiat poznański – kościół pojezuicki w Poznaniu, 2 posłów
- nowo wytyczony powiat kościański – kościół farny w Kościanie, 2 posłów
- nowy powiat międzyrzecki (w miejsce zlikwidowanego powiatu wałeckiego), w skład którego weszły również 42 parafie odłączone od powiatów poznańskiego i kościańskiego – kościół farny w Międzyrzeczu, 2 posłów
- nowo wytyczona ziemia wschowska (z 25 parafiami poprzednio należącymi do powiatu kościańskiego) – kościół farny we Wschowie, 2 posłów.

Województwo to miało jedną komisję porządkową cywilno-wojskową, dla powiatów poznańskiego i międzyrzeckiego.

II. Województwo kaliskie (8 posłów)
- nowo wytyczony powiat kaliski – w dotychczasowej postaci, po przesunięciu 4 parafii do powiatu pyzdrskiego, „kościół kanoników regularnych” w Kaliszu, 2 posłów
- nowo wytyczony powiat koniński – po przeniesieniu 5 parafii do powiatu pyzdrskiego, kościół farny w Kaliszu, 2 posłów
- nowo wytyczony powiat pyzdrski – z dotychczasowymi 44 parafiami i dodanymi tymi powyżej, kościół farny w Pyzdrach, 2 posłów
- nowy powiat szrzodzki (w miejsce utraconego w I rozbiorze powiatu nakielskiego) – 49 parafii poprzednio należących do powiatu pyzdrskiego, kościół farny w Szrzodzie, 2 posłów.

Województwo to miało jedną komisję porządkową cywilno-wojskową.

III. Województwo gnieźnieńskie (4 posłów)
- powiat gnieźnieński w dotychczasowym kształcie – kościół farny w Gnieźnie, 2 posłów
- powiat kcyński w dotychczasowym kształcie – kościół farny w Wągrowcu, 2 posłów.

Województwo to miało jedną komisję porządkową cywilno-wojskową.

IV. Województwo sieradzkie (4 posłów)
- powiat sieradzki i powiat szadkowski – kościół farny w Szadku, 2 posłów
- powiat piotrkowski i powiat radomski – kościół farny w Piotrkowie, 2 posłów.

Ponadto sejmiki (m.in. dla wyborów urzędników elekcyjnych) miały odbywać się w kościele farnym w Wieluniu dla ziemi wieluńskiej i powiatu ostrzeszowskiego.

V. Województwo łęczyckie (4 posłów)
- nowo wytyczone powiaty: łęczycki i orłowski (po odłączeniu 7 parafii do powiatów brzezińskiego i inowłodzkiego) – kościół farny w Łęczycy, 2 posłów
- nowo wytyczony powiat brzeziński i nowy powiat inowłodzki – kościół farny w Brzezinach, 2 posłów[25].

VI. Województwo brzeskie kujawskie pomniejszone o powiat radziejowski, pozostałą po I rozbiorze część powiatu kruszwickiego i 5 parafii przyłączonych do województw inowłodzkiego – kościół farny w Brześciu Kujawskim, 2 posłów.

Województwo inowrocławskie z powiatem inowrocławskim i radziejowskim, resztą pozostałą po I rozbiorze powiatu kruszwickiego i pięcioma parafiami przyłączonymi z dotychczasowego województwa brzeskiego kujawskiego – kościół farny w Radziejowie, 2 posłów.

VII. Ziemia dobrzyńska składająca się z 3 powiatów: dobrzyńskiego, lipińskiego i rypińskiego – kościół parafialny w Lipnie, 2 posłów.

VIII. Województwo płockie (6 posłów)
- powiaty: płocki, bielski i sierpski – kościół parafialny w Bielsku, 2 posłów
- powiaty: raciąski i płoński – kościół parafialny w Raciążu, 2 posłów
- ziemia zawkrzeńska składająca się z powiatów szrzeńskiego, niedzborskiego i mławskiego – „kościół parafialny pod tytułem św. Trójcy” w Mławie, 2 posłów[29].

IX. Księstwo mazowieckie, ziemie bez zmian (20 posłów)
- ziemia czerska – kościół parafialny w Czersku, 2 posłów
- ziemia warszawska – kościół o.o. bernardynów na Krakowskim Przedmieściu w Warszawie, 2 posłów
- ziemia wiska – kościół parafialny w Wiźnie, 2 posłów
- ziemia wyszogrodzka – „kościół parafialny o.o. miechowitów” w Wyszogrodzie, 2 posłów
- ziemia zakroczymska – kościół farny w Zakroczymiu, 2 posłów
- ziemia ciechanowska – kościół farny w Ciechanowie, 2 posłów
- ziemia łomżyńska – „kościół farny pod tytułem św. Michała” w „Łomzie”, 2 posłów
- ziemia różańska – kościół parafialny w Różanie, 2 posłów
- ziemia liwska – kościół parafialny w Liwie, 2 posłów
- ziemia nurska – kościół parafialny w „Ostrowiu”, 2 posłów[30].

X. Województwo rawskie, ziemie bez zmian
- ziemia rawska – „kościół pojezuicki, dziś pod dozorem o.o. kanoników Grobu Chrystusa Pana” w Rawie, nie określono liczby posłów
- ziemia sochaczewska – „kościół o.o. dominikanów” w Sochaczewie, nie określono liczby posłów
- ziemia gostyńska – kościół farny w Gąbinie, nie określono liczby posłów[31].

Ponadto w ustawie wprowadzono obowiązek stworzenia w każdym województwie, powiecie i ziemi (a tam, gdzie są wyjątkowo liczne nieruchomości – w parafii) tzw. Ksiąg Ziemiańskich, w których będzie prowadzona ewidencja wszystkich nieruchomości (wraz z lokalizacją i wielkością), ich właścicieli, rodzaju i wysokości opłaconego podatku. Załączono szczegółową instrukcję tworzenia i wypełniania tych ksiąg. Wypis z księgi (po opłaceniu podatku) był podstawą prawa do głosowania na sejmikach. Oszustwa przy podawaniu danych do księgi były zagrożone karą utraty nieruchomości, której oszustwo dotyczyło.
Dwadzieścia miesięcy (niecałe dwa lata) po uchwaleniu powyższej ustawy nastąpił II rozbiór Polski, co spowodowało, że uchwalone zmiany w praktyce nie weszły w życie. W wielu powiatach sejmiki zebrały się w tym czasie tylko jeden raz. Drugi rozbiór Polski wymusił kolejne zmiany w podziale administracyjnym reszty Rzeczypospolitej, które zostały uchwalone w listopadzie 1793 roku czasie sejmu grodzieńskiego, już pod dyktando Imperium Rosyjskiego. Te zmiany również nie weszły w pełni w życie, bo dwa lata później nastąpił trzeci rozbiór unicestwiający Rzeczpospolitą.